# Skuespillerforeningen af 1879
Skuespillerforeningen af 1879 er en dansk forening for skuespillere, der blev grundlagt i 1879. Foreningen har 740 medlemmer (2009). Mange af medlemmerne er også medlem af Dansk Skuespillerforbund og/eller Dansk Solistforbund. Foreningens oprindelige formål at yde økonomisk hjælp og støtte til medlemmer f.eks. i form af alderdomspensioner og begravelseshjælp.
Skuespillerforeningen driver Skuespillerforeningens Hus på Bispebjergvej 53 KBH NV med boliger til medlemmer, og den uddeler to gange om året hæders- eller rejselegater til medlemmer efter bestyrelsens valg.